# Perizoma flavescens
Perizoma flavescens là một loài bướm đêm trong họ Geometridae.